# جيولوجيا المريخ

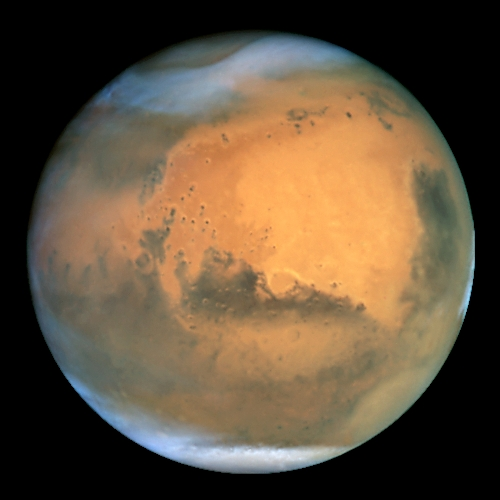
صورة لكوكب المريخ ملتقطة من مرصد هابل الفضائي

جيولوجيا المريخ هو الدراسة العلمية للسطح، والقشرة، وباطن كوكب المريخ. وهو مماثل تماما لمجال الجيولوجيا الأرضية. في علم الكواكب، يتم استخدام مصطلح الجيولوجيا للتعبير عن دراسة الأجزاء الصلبة للكواكب والأقمار. ويتضمن مصطلح الجيولوجيا جوانب الجيوفيزياء والجيوكيمياء وعلم المعادن، والجيوديسيا ورسم الخرائط. يستخدم التعبير آريولوجي (areology) المشتق من الكلمة اليونانية آريس (المريخ) ، أحيانا كمرادف ل«جيولوجيا المريخ» في وسائل الاعلام وأعمال الخيال العلمي ،  ولكن نادرا ما يستخدمه الجيولوجيون وعلماء الكواكب.

## التكوين العنصري للمريخ
المريخ هو كوكب صخري أي أن تركيبه الرئيسي -مثل الأرض- يتكون من سيليكات ، والمعادن، وغيرها من مكونات الصخور. يعتبر المريخ -مثل الأرض أيضا- كوكب متباين أي أن لديه نواة مركزية مكونة من الحديد والنيكل محاطة بقشرة أقل كثافة مكونة من السيليكات . يرجع لون كوكب المريخ الأحمر المميز إلى تأكسد الحديد على سطحه.

## وضاءة المريخ

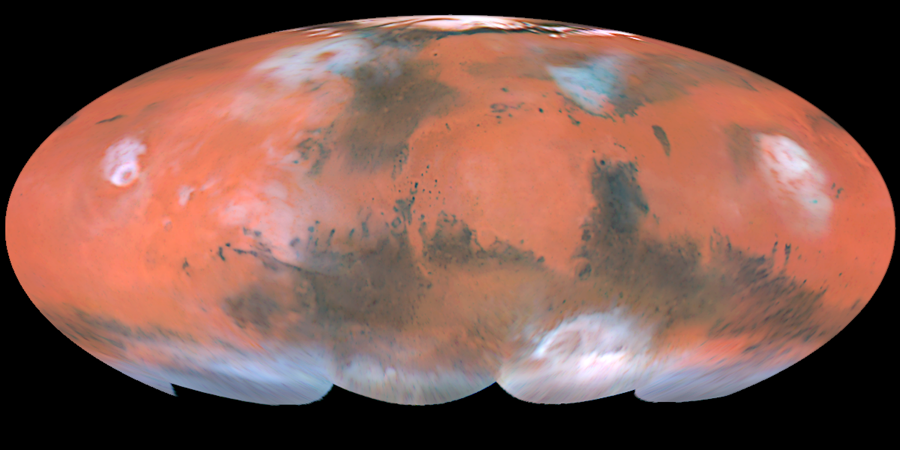
صورة توضح الوضاءة المريخية من مرصد هابل الفضائي. المناطق الحمراء من ليسار إلى اليمين : ثارسيس، تيرا العربية واليسيام. المنطقة الداكنة في أعلى يسار مركز الصورة هي اسيداليا بلانيشيا. مسطح سرتس الكبير هو المنطقة المظلمة في يمين المركز.

لا تتضح طبوغرافية المريخ عند النظر إليه من الأرض .فالمناطق الساطعة والداكنة التي ترى من خلال المنظار ما هي الا مميزات البياض.
المناطق الحمراء الساطعة هي أماكن الغبار الناعم الذي يغطي سطح الكوكب. أشهر المناطق الساطعة على المريخ (باستثناء القطبين الشمالي والجنوبي والغيوم) هي هيلاس، ثارسيس، وتيرا العربية (سميت بذلك لأنها تشبه شبه الجزيرة العربية).
تمثل المناطق الرمادية الغامقة المناطق التي اجتاحتها الرياح مزيلة الغبار مخلفين وراءهم الطبقة السفلى من المواد الصخرية الداكنة. تظهر العلامات الداكنة جليا في حزام عريض من 0 ° إلى خط عرض 40 درجة جنوبا. ومع ذلك، فإن أبرز العلامات الداكنة : منطقة اسيداليا بلانيشيا ومسطح سرتس الكبير تقعان في نصف الكرة الشمالي.
هناك نوع ثالث من منطقة وسطي في اللون والوضاءة، ويعتقد أنها تمثل المناطق التي تحتوي على خليط من المواد المكونة للمناطق الساطعة والداكنة.